# 播種性血管内凝固症候群
播種性血管内凝固症候群（はしゅせい けっかんない ぎょうこ しょうこうぐん、英: disseminated intravascular coagulation, DIC）は、本来出血箇所のみで生じるべき血液凝固反応が、全身の血管内で無秩序に起こる症候群である。早期診断と早期治療が求められる重篤な状態で、治療が遅れれば死に至ることも少なくない。汎発性血管内凝固症候群（はんぱつせい- ）とも言う。また、こうした全身で無秩序に起こる血液凝固が血小板を消耗することにより出血箇所での血液凝固が阻害されることを、消費性凝固障害（しょうひせい ぎょうこ しょうがい、英: consumption coagulopathy）と言う。

## 病態
全身血管内における持続性の著しい凝固活性化により微小血栓が多発し、進行すると微小循環障害による臓器障害をきたすとともに、凝固因子・血小板が使い果たされる（微小血栓の材料として消費される。医学的には消費性凝固障害と言う）ため、出血症状が出現する。凝固活性化とともに、線溶活性化（血栓を溶かそうとする生体の反応）もみられる。血を止めるための血栓（止血血栓）が、過剰な線溶により溶解することも出血の原因となる。しばしば重篤な出血症状、血圧低下（ショック）がみられる。

### 凝固活性化の機序
敗血症
エンドトキシンやサイトカインの作用により、単球/マクロファージや血管内皮からの組織因子(tissue factor: TF,かつては組織トロンボプラスチンと言われた）発現が亢進し、また、血管内皮における凝固阻止物質であるトロンボモジュリンの発現が低下するために、凝固活性化をきたす。一方、線溶阻止物質であるプラスミノゲンアクチベーターインヒビター(PAI)の発現が亢進するため、生じた微小血栓は溶解しにくく、臓器障害をきたしやすい。
癌、急性白血病
がん細胞や白血病細胞に発現した組織因子により、凝固活性化をきたす。

## 分類
- 急性DICと慢性DIC：DICの経過により分類。急性DICは、敗血症、外傷、急性白血病、常位胎盤早期剥離に合併した場合など、慢性DICは、腹部大動脈瘤、固形癌に合併した場合など。
- 代償性DICと非代償性DIC：代償性DICでは、止血因子である血小板や凝固因子が血栓の材料として消費されているものの、骨髄からの血小板産生や肝臓からの凝固因子産生が十分であるため、血中止血因子濃度（活性）の低下がみられない病態を意味する（いわば、止血因子が動的平状態にあり維持されている）。消費性凝固障害を伴う（血中止血因子の低下をきたす）と非代償性DIC。
- 顕性DIC(overt DIC)と非顕性DIC(non-overt DIC)：DICの臨床症状（出血症状及び臓器症状）がみられると顕性DIC。
- 線溶抑制型DIC、線溶均衡型DIC、線溶亢進型DIC：
  1. 線溶抑制型DIC：線溶阻止因子PAIの上昇により、線溶抑制状態にあるDIC。多発した微小血栓が溶解されにくく微小循環障害に伴う臓器障害をきたしやすい。臓器障害はしばしば重症化するのに対して、出血症状は意外とみられにくい。敗血症に合併したDICに代表される。
  2. 線溶均衡型DIC：凝固活性化にみあった線溶活性化がみられ、進行例を除いて、出血症状、臓器症状ともにみられにくい。固形癌に合併したDICに代表される。
  3. 線溶亢進型DIC：凝固活性化にみあった以上の著しい線溶活性化がみられ、出血症状はしばしば重症化するが、臓器症状はほとんどみられない。急性前骨髄球性白血病や腹部大動脈瘤の進行例に合併したDICに代表される。

## 臨床

### 基礎疾患等
- 妊娠合併症（胎盤性組織因子の血管侵入、常位胎盤早期剥離、羊水塞栓など）
- 敗血症（グラム陰性桿菌の感染症）
- ウイルス感染症（エボラ出血熱、デング熱、重症熱性血小板減少症候群、インフルエンザ脳症、麻疹など）
- 悪性腫瘍（膵・胆系腫瘍、組織因子の血管内漏出）
- 急性白血病（白血病細胞内の組織因子）
- 外傷、熱傷、凍傷、銃創、ヘビ咬傷、膠原病（血管炎合併）
- 肝臓疾患（肝硬変、劇症肝炎）、膵臓疾患（急性膵炎）
- 熱中症（サウナや岩盤浴での過度な脱水[1]）

様々な生体ストレスが原因になりうる。

### 症状
初期症状は、「あおあざ（青痣）ができやすい」、鼻血、歯ぐきの出血、血尿、鮮血便（下血）、「目（結膜）の出血」などの出血症状に加えて、意識障害、動悸、息切れ、尿が出なくなる、黄疸など。
典型例では、微小血栓による循環不全（腎不全、肺塞栓による呼吸困難・チアノーゼ、ショックなど）、凝固因子・血小板減少や線溶活性化による出血症状（粘膜出血、止血不良、脳出血、皮下出血、吐血など）、中枢神経症状（意識障害、痙攣、昏睡）、臓器虚血（多臓器不全）がみられる。

### 検査
- 血液検査
  - フィブリノゲン(fibrinogen)低下 : 血管内で無秩序に起こる異常な凝固亢進状態により、凝固因子の一つであるフィブリノゲンが消費されて、低下する。
  - 血小板数低下：消費されて低下する。
  - プロトロンビン時間延長 : 凝固因子の消費を反映。ただし、肝不全やビタミンK欠乏症の合併でも延長する。
  - アンチトロンビン (=antithrombin)活性低下：ただし、急性白血病に合併したDICではほとんど低下することはない。また、肝不全の合併でも低下する。
  - D-ダイマー(=D-dimer)上昇：微小血栓溶解を反映。
  - フィブリン／フィブリノーゲン分解産物(=fibrin/fibrinogen degradation products)上昇：微小血栓溶解を反映。ただし、D-ダイマーとは異なり、フィブリノゲン分解も反映。
  - TAT (=thrombin antithrombin complex)上昇：凝固活性化のマーカー。DICでは必ず上昇する。
  - PIC (=plasmin α2-plasmin inhibitor complex)上昇：線溶活性化のマーカー。DICの基礎疾患により上昇度は異なる。急性白血病では上昇しやすいが、敗血症では上昇しにくい。
- 末梢血塗沫標本
  - 破砕赤血球出現 : ただし、破砕赤血球はDICに特徴的という訳ではない。むしろ、血栓性血小板減少性紫斑病、溶血性尿毒症症候群などで特徴的である。

| 状態                          | プロトロンビン時間 | 活性化部分トロンボプラスチン時間 | 出血時間 | 血小板数             |
| ----------------------------- | ------------------ | -------------------------------- | -------- | -------------------- |
| ビタミンK欠乏 or ワルファリン | 延長               | 変化なし または やや延長         | 変化なし | 変化なし             |
| 播種性血管内凝固症候群        | 延長               | 延長                             | 延長     | 減少                 |
| ヴォン・ヴィレブランド病      | 変化なし           | 延長 or 変化なし                 | 延長     | 変化なし             |
| 血友病                        | 変化なし           | 延長                             | 変化なし | 変化なし             |
| アスピリン                    | 変化なし           | 変化なし                         | 延長     | 変化なし             |
| 血小板減少症                  | 変化なし           | 変化なし                         | 延長     | 減少                 |
| 急性肝不全                    | 延長               | 変化なし                         | 変化なし | 変化なし             |
| 末期肝不全                    | 延長               | 延長                             | 延長     | 減少                 |
| 尿毒症                        | 変化なし           | 変化なし                         | 延長     | 変化なし             |
| 無フィブリノーゲン血症        | 延長               | 延長                             | 延長     | 変化なし             |
| 第V因子欠乏                   | 延長               | 延長                             | 変化なし | 変化なし             |
| 第X因子欠乏                   | 延長               | 延長                             | 変化なし | 変化なし             |
| 血小板無力症                  | 変化なし           | 変化なし                         | 延長     | 変化なし             |
| ベルナール・スリエ症候群      | 変化なし           | 変化なし                         | 延長     | 減少 または 変化なし |
| 第XII因子欠乏                 | 変化なし           | 延長                             | 変化なし | 変化なし             |
| 遺伝性血管浮腫                | 変化なし           | 短縮                             | 変化なし | 変化なし             |

### 診断
DIC 診断については、厚生省の診断基準（前川ら、1988年）を用いて行う。急性期DIC診断基準も公表されているが、血液疾患には適応できない。

### 治療
治療はまず第一に基礎疾患の治療である。DICの本態は生体内における著しい凝固活性化であるため、それを阻止するために、血を固まりにくくする抗凝固薬（ヘパリンなど）の投与を行う。ヘパリンの作用はアンチトロンビン(AT)を介しているため、AT活性の低下した症例に対しては、AT濃縮製剤（アンスロビンP、ノイアート、ノンスロン）を併用する。合成プロテアーゼインヒビター(メシル酸ガベキサート、メシル酸ナファモスタット）が使用されることもある。ウリナスタチンは保険非適用だが併用されることもある。また2008年5月には遺伝子組み換え型のトロンボモジュリンが製剤化され臨床での使用が可能となった（リコモジュリン）。
血小板数が低下した症例に対しては濃厚血小板の輸血、凝固因子が低下した症例に対しては新鮮凍結血漿の輸注が行われることもある（補充療法）。
急性前骨髄球性白血病 (APL) ではDICはほぼ必発である。APLの分化誘導治療薬であるATRAは、APLに合併したDICに対しても有効であり、しばしばAPLの改善よりも早くDICをコントロールすることができる。

### 禁忌治療
線溶が抑制された状態にあるDIC（敗血症に合併したDICなど）に対しては、抗線溶療法は臓器障害を悪化させるため禁忌である。悪性腫瘍に合併したDICにおいても、抗線溶療法による突然死（血栓症）の報告がある。APLにATRAを使用している場合も、抗線溶療法による突然死（血栓症）の報告がある。
線溶活性化が著しく出血のコントロールに難渋する場合にのみ、ヘパリン併用下における抗線溶療法が出血のコントロールに有効である場合があるが、その使用方法には充分な注意が必要である（不適切な使用により臓器障害を悪化させる可能性がある）。